# غوتي ريبيرو
غوتي ريبيرو (بالبرتغالية: Guti Ribeiro‏) هو لاعب كرة قدم برتغالي في مركز الهجوم، ولد في 1 ديسمبر 1984 في ألمادا في البرتغال. لعب مع نادي كومبوستيلا ونادي ماريهامن.

## وصلات خارجية
- غوتي ريبيرو على موقع قاعدة بيانات كرة القدم.إي يو (الإنجليزية)
- غوتي ريبيرو على موقع Soccerway.com (الإنجليزية)